# Sidney Godolphin (Dichter)

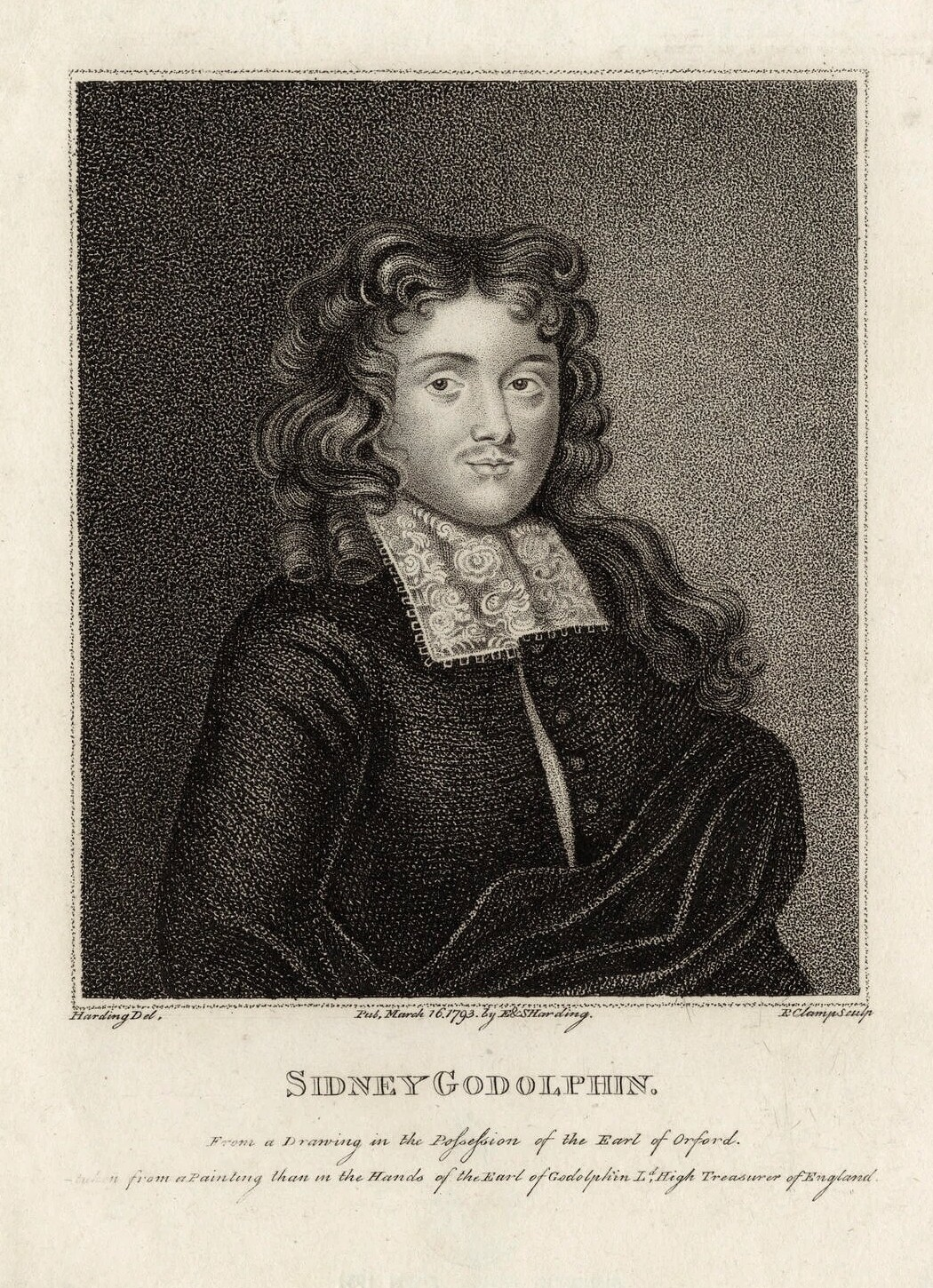
Sidney Godolphin (1610–1643)

Sidney Godolphin (* 1610; † 9. Februar 1643 in Chagford, Devon) war ein englischer Dichter, Politiker und Royalist.

## Leben
Sidney Godolphin entstammte der Familie Godolphin und war der zweite Sohn von Sir William Godolphin (1567–1613), Gutsherr von Godolphin House in Cornwall. Er hatte einen älteren Bruder, Sir Francis Godolphin (1605–1667), und einen jüngeren, William Godolphin (1611–1636). Alle drei wurden wie ihr Vater im Verlauf ihres Lebens zum Gouverneur der Scilly-Inseln ernannt. Zudem hatte er eine Schwester, Penelope Godolphin (1607–1669), die Charles Berkeley, 2. Viscount Fitzhardinge, heiratete.
Godolphin studierte von 1624 bis 1627 am Exeter College der Universität Oxford. Anschließend absolvierte er an einer der vier englischen Anwaltskammern (Inns of Court) eine juristische Ausbildung. Später unternahm er Reisen auf dem Kontinent, die ihn nach Frankreich und Dänemark führten. Er schloss Freundschaft mit Ben Jonson, Thomas Hobbes und anderen Literaten seiner Zeit. 1628 wurde er erstmals als Abgeordneter für Helston in Cornwall Mitglied des House of Commons. 1636 folgte er seinem verstorbenen Bruder William als Gouverneur der Scilly-Inseln nach. 1640 wurde er ein weiteres Mal in das Unterhaus gewählt, zunächst in das Kurze Parlament, später nach dessen Auflösung auch in das Lange Parlament von 1640.
Als überzeugter Royalist war er Anhänger von Thomas Wentworth, 1. Earl of Strafford, und hielt zu König Karl I., als einer der wenigen aus dem Unterhaus. Im Englischen Bürgerkrieg trat er in die royalistischen Truppen von Sir Ralph Hopton ein, die 1643 von Cornwall aus die Grafschaften Devon, Dorset und Somerset erobern sollten. Godolphin fiel im Februar 1643 bei Kämpfen in Devon im Alter von 33 Jahren. Er blieb unverheiratet und kinderlos.
Edward Hyde, 1. Earl of Clarendon, zollte Godolphin eine bemerkenswerte Anerkennung in seinem Geschichtswerk The History of the Rebellion and Civil Wars in England. Auch Thomas Hobbes erwähnte Godolphin lobend in seiner staatstheoretischen Schrift Leviathan. Noch im 17. Jahrhundert wurden von Godolphin einige Gedichte veröffentlicht, darunter The Passion of Dido for Æneas, eine unvollendete Übersetzung aus dem vierten Buch der Aeneis von Vergil, die der Dichter Edmund Waller 1658 vervollständigte und edierte. Andere Gedichte überdauerten in Manuskript-Sammlungen und Nachlässen. Die erste vollständige Sammlung der Werke Godolphins wurde 1906 von George Saintsbury im zweiten Band von Minor Poets of the Caroline Period herausgegeben. 1931 brachte William Dighton Godolphins Gedichte in einem eigenen Band heraus.

## Werke
- Sidney Godolphin: Poems. In: George Saintsbury (Hrsg.): Minor poets of the Caroline period. Clarendon Press, Oxford 1906.
- The Poems of Sidney Godolphin, herausgegeben von William Dighton. Clarendon Press, Oxford 1931.